# برونويا (علم نفس)
يُعد مصطلح البرونويا (بالإنجليزية: Pronoia)‏ تعبيرًا جديدًا صيغ لوصف حالة ما عكس جنون الارتياب المعروف بـ«البارانويا»، ففي حين أن الشخص الذي يعاني من جنون الارتياب يشعر بأن الأشخاص أو الكيانات يتآمرون ضده فإن الشخص المصاب بالبرونويا يشعر بأن العالم من حوله يتعاون لصالحه، عام 1993 عرَّف الكاتب والمؤسس المشارك لـمؤسسة الجبهة الإلكترونية جون بيري بارلو مصطلح البرونويا "pronoia" بأنه: «الشك بأن الكون يتآمر لصالحك».
قد ظهرت الكلمة لأول مره عام 1982 عندما نشرت المجلة الأكاديمية للمشاكل الاجتماعية مقالًا بعنوان "pronoia" بواسطة دكتور فريد جولدنر في كلية كوينز في مدينة نيويورك، والتي وصف فيها د. جولدنر ظاهرة عكس جنون الارتياب وقدَّم أمثلة عديدة لعدة أشخاص تنطبق عليهم الخصائص.
البرونويا "pronoia" هي النظير الإيجابي للبرانويا " paranoia"، فهو الوهم الذي يفكر فيه الآخرون بشكل جيد، ويَعتقد أن التصرفات ونواتج جهود المرء لقيت إستقبالًا حسنًا وإشادة من الأخرين، ويعتقد أن مجرد معارفه هم أصدقائه المقربين، ويتم اعتبار الأدب في المعاملة وتبادل المجاملات على أنه تعبير عن التعلق الشديد والوعد بالدعم في المستقبل، تظهر البرونويا متأصلة في التعقيد الاجتماعي والغموض الاجتماعي في حياتنا، فقد أصبحنا نعتمد بشكل متزايد على آراء الأخرين بناءًا على معايير غير مؤكدة.
تلق مقال د.جولدنر قدرًا كبيرًا من الدعاية في ذلك الوقت بما في ذلك المراجع في: السيكولوجي توداي ونيويورك ديلي نيوز ووول ستريت جورنال وغيرها من المنشورات.

## الاستعمال
قبل وقت من صياغه هذا المصطلح أشار المؤلف جيروم ديفيد سالينجر إلى مفهوم عرف بعد ذلك بالـ«برونويا \pronoia» وذلك في روايته «رفع شعاع السقف العالي (النجارين وسيمور)» المنشورة عام 1955 وفيها: شخصية سيمور جلاس يكتب في مذكراته: «يا إلهي إذا كنت أي شيء بهذا المرض فإنه نوع من جنون الارتياب بطريقة معاكسة، أظن أن الناس يخططون لجعلي سعيداً».
أشار الكاتب فيليب كيندرد ديك لمصطلح "برونويا " كأنه ترياق للبرانويا في عمله الخاص: "تفسير فيليب ديك" الذي ذكر فيه ما يتعلق بحمايته المتصوره من قبل كيآن اسماه: "V.A.L.I.S" اختصاراُ لنظام ذكاء حي منتشر وواسع (Vast Active Living Intelligence System)، نُشِر هذا العمل بعد وفاته في عام 2011، ظهرت كلمة "برونويا" لأول مرة في عمله "تفسير" في يناير 1980، اقترح ديك أن مرض البرونويا الخاص به مبني على أساس تحليل ذكي لتجاربه الروحانية ولم يكن "انعاكس أو ميكانيكية في طبيعتها.
إن البرونويا أيضاً موضوع سائد في رواية الخيميائي لباولو كويلو، وفيها: بطل الرواية هو شاب صغير أُخبِر عن رجل كبير يحقق الأحلام يقول للفتى: «عندما تريد شيئاً يتآمر الكون كله من أجل مساعدتك في تحقيقه»، يتعامل الكتاب أيضًا مع الكهنة الذين يقولون أن الكون يريد الفتى أن يتبع طريق محدد والذي سوف يؤدي إلى هدفه وهو تحقيق حلمه.
في مايو 1994 نشرت مجلة وايرد مقالة بعنوان "Zippie"، يظهر الغلاف صورة على طريقه السايكاديليا لشاب يبتسم مع شعر جامح وقبعة طريفة ونظارات مجنونة، وقد كُتب المقال بواسطة جوليس مارشال أعلن المقال رداً ثقافيًا منظماٌ على«التاتشرية» في المملكة المتحدة، وصفت الفقرات الافتتاحية «فيروس ثقافي جديد ومعدي» وأشارات إلى البرونويا كـ «ذلك الشعور المتسلل بأن الأخرين يعملون من خلفك لمساعدتك»، أعلنت المقالة عن غزو ثقافي وموسيقي للولايات المتحدة لمنافسة الغزو البريطاني في 1964-1966، وقد بلغ ذروته مع «إحياء وودستوك» ليتم تنظيمه في «غراند كانيون» في أغسطس 1994، يصف الناطق بلسان "Zippie" فراسر كلارك هذه الحركة بـ «جولة برونويا زيبي»، نُشِرت مقالة في نيويورك تايمز في أغسطس 1994 وصفت أيضًا الزيبيز وجهودهم وقد أحتوت على إشارتين للبرونويا.
وفي عام 1997 في فيلم «مخلوقات شرسة» وصفت المؤلفة جيمي لي شخصية الممثل كيفن كلاين أن شخصيته برونويا مفرطة حيث كتبت: «وهذا يعني أنه على الرغم من جميع الأدلة المتاحة أنت تعقتد فعلًا أن الناس مثلك، تصورك للحياة هو أنها عشاء واحد صالح على شرفك وأن الجميع يهتف لك ويريدك أن تفوز بكل شيء تعتقد أنك الأمير فينس»
اقترح عالم الأبراج روب بريزنزي فلسفة مبنية على البرونويا في كتابه عام 2005 «البرونويا هي الترياق للبارانويا»: كيف أن العالم كله يتآمر لإمطارك ببركاته.
تصف الممثلة سوزان ساراندون تجربتها في العمل في فيلم سحابة الأطلس ووصفت البرونويا أنها عكس السطر المشهور عن جوزيف هيلر:«فقط لأنك لست مصاب بجنون الارتياب لا يعني أنهم لا يسعون خلفك».
قالت ساندرون: " أنت فقط تفترض أن الكون يتآمر لأجلك ليس ضدك.. أنا أعتقد أنه كلما توقعت ذلك كلما نجحت بالفعل.

وقد وضح الممثل جون كليز في سلسة من التغريدات في 13 يوليو 2018 رداً على ادعاء "دونالد ترامب بأن البريطانين يحبونه: 
يسألني أصدقائي الأمريكيون عن ملاحظة الرئيس ترامب بأن البريطانيين "يحبونه ".
يؤسفني أنّ هذا ليس له أساس من الصحة إن تفسير هذه الإشاعة الكاذبة أن الرئيس ترامب مصاب بالبرونويا، إن البرونويا هي عكس البارانويا، الشخص المصاب بجنون الارتياب يعتقد -دون أي أساس في الواقع- أن الجميع في الخارج يريدون النيل منه، أما الشخص المصاب بالبرونويا فهو شخص يعتقد -دون أي أساس في الواقع- أن الجميع يحبه .